# Manuela Ferro
Manuela V. Ferro est une économiste portugaise et cadre supérieure, actuellement vice-présidente de la Banque mondiale pour l'Asie de l'Est et le Pacifique.

## Biographie
Manuela Ferro est diplômée en ingénierie de l'Université technique de Lisbonne, ainsi que d'un doctorat et d'une maîtrise en économie appliquée de l'Université Stanford. Elle a commencé sa carrière en tant que professeure assistante à l'Université technique de Lisbonne avant de rejoindre la Banque mondiale en 1994 en tant que jeune professionnelle.

## Carrière
Avant sa nomination en tant que vice-présidente pour l'Asie de l'Est et le Pacifique en septembre 2021, Manuela Ferro a occupé plusieurs postes de direction au sein de la Banque mondiale, notamment vice-présidente pour les politiques opérationnelles et les services aux pays, directrice pour la réduction de la pauvreté et la gestion économique au Moyen-Orient et en Afrique du Nord, et directrice de la stratégie et des opérations pour l'Amérique latine et les Caraïbes. Elle a également joué un rôle clé dans la négociation des deux augmentations de capital de la Banque mondiale.
En mars 2023, lors du Forum de développement de la Chine, Manuela V. Ferro a exprimé sa confiance dans la reprise robuste de la Chine après la pandémie de COVID-19. Elle a souligné le potentiel de la Chine à réaliser une croissance de qualité.
En octobre 2023, lors de la mise à jour économique de l'Asie de l'Est et du Pacifique organisée par la Banque mondiale, Manuela V. Ferro a participé à un événement axé sur l'importance croissante du secteur des services dans la région et les transformations économiques facilitées par les politiques et les technologies.
Lors de sa visite officielle en Thaïlande en septembre 2022, Manuela V. Ferro a rencontré des responsables thaïlandais pour discuter de la reprise économique de la Thaïlande post-COVID-19 et du soutien de la Banque mondiale aux priorités de développement de la Thaïlande. Elle a mis en avant la gestion réussie par la Thaïlande des défis économiques et a exprimé l'engagement de la Banque mondiale à soutenir les efforts de relance économique de la Thaïlande.
En novembre 2023, Manuela Ferro a rencontré Liao Min, vice-ministre des Finances de Chine, à Beijing pour discuter de la situation économique de la Chine, de la coopération entre la Chine et la Banque mondiale, et d'autres questions bilatérales.
En février 2023, Manuela Ferro a exhorté la Chine à réformer ses pratiques de prêt pour éviter d'endetter les pays en développement avec des obligations de dette insoutenables, soulignant l'importance de politiques de prêt transparentes et responsables.

## Contributions et réalisations
Manuela Ferro a joué un rôle crucial dans la mise en œuvre de projets de développement durable et de résilience dans la région de l'Asie de l'Est et du Pacifique, en particulier à travers des initiatives soutenant la reprise économique post-pandémie et renforçant la résilience aux chocs futurs.

## Vie personnelle
Manuela Ferro est mariée à Denis Wirtz (en), professeur belgo-américain qui est Vice-Provost pour la recherche à l'université Johns-Hopkins. Elle est membre du Conseil de la Diaspora Portugaise depuis 2017.